# Amphisbaena slevini
Amphisbaena slevini е вид влечуго от семейство Amphisbaenidae.

## Разпространение
Видът е разпространен в Бразилия.